# Ceratizit
Le Groupe Ceratizit est une société anonyme (S.A.) et une domaine d'activité de la Plansee Group basée à Mamer, au Luxembourg. Ceratizit est principalement active dans l'industrie du carbure cémenté es de matériaux durs. Ils fabriquent des produits pour la coupe et la protection contre l'usure, notamment des outils et des plaquettes en carbure, des barreaux en matériaux durs et des pièces d'usure, ainsi que des produits pour le travail du bois et de la pierre. L'entreprise est le quatrième plus grand fabricant de carbure au monde et le leader mondial dans les domaines des applications industrielles, de l'usure, du travail du bois et de la pierre,,.

## Histoire
Ceratizit S.A. est née en 2002 de la fusion des entreprises Plansee Tizit et Cerametal. En 1949, la première coopération entre Cerametal et l'ancienne Metallwerk Plansee GmbH avait déjà eu lieu.

### Plansee Tizit
La Plansee Tizit a été fondée en 1921 par Paul Schwarzkopf en Autriche sous le nom de Metallwerk Plansee GmbH,,. Son fils, Walter Schwarzkopf, a ensuite dirigé l'entreprise. Après son décès en 1978, sa veuve, Hilde Schwarzkopf, a pris la direction de l'entreprise,,. De 1996 à 2007, c'est leur fils Michael Schwarzkopf qui a assuré la direction,.
En 1996, la société Instrument AG en Bulgarie a été intégrée à Plansee Tizit, et simultanément, la coopération avec Siel a débuté pour former Siel Tizit Ltd. à Calcutta, en Inde. La même année, l'usine de Plansee a brûlé, mais a ensuite été entièrement reconstruite,.

### Cerametal
Cerametal a été fondé en 1931 sous le nom de Luuchtefabrik à Bereldange, au Luxembourg, par Nicolas Lanners,. C'est là que sont d'abord apparus les fils de tungstène pour la production d'ampoules électriques,. En 1949, elle a été rebaptisée  Cerametal. Paul Schwarzkopf, Nicolas Lanners et l'ingénieur Guillaume Kroll faisaient partie des actionnaires. Cependant, en 1962, Schwarzkopf et Kroll ont revendu leurs parts dans l'entreprise,.
En 1971, l'emplacement de l'entreprise a été déplacé à Mamer, au Luxembourg. En 1978, Cerametal a commencé la production aux États-Unis. L'année suivante a marqué la première production de pièces en céramique. En 1998, l'entreprise s'est étendue en Chine,.

### Fusion avec Ceratizit et acquisitions
Après la fusion de Cerametal et de Plansee Tizit pour former Ceratizit S.A. en 2002,,, l'entreprise a ouvert des bureaux de vente au Brésil, en Pologne, en Hongrie et en Tchéquie en 2003. En 2007, de nouveaux bâtiments administratifs ont été ajoutés à Mamer et à Reutte, ainsi que l'Académie de l'outillage (un centre de test et de formation à Reutte), ainsi que des bureaux de vente et de distribution en Chine, au Mexique et en Espagne. En 2007, Ceratizit a acquis la société privée Newcomer Products, Inc., basée à Latrobe, en Pennsylvanie. En 2008, le Plansee Group a acquis l'entreprise américaine Global Tungsten & Powders (GTP),. En 2010, Ceratizit et CB Carbide ont regroupé leurs activités asiatiques dans la coentreprise CB Ceratizit, dans laquelle Ceratizit et les actionnaires de CB Carbide détiennent chacun une participation de 50 %,.
Dans le cadre de sa stratégie d'expansion, Ceratizit a acquis 50 % du fabricant d'outils en carbure monobloc Günther Wirth en 2012 afin de compléter la chaîne de valeur pour les outils ronds,. En 2014, Ceratizit a poussé son expansion aux États-Unis en acquérant 80 % des actions du fabricant d'outils en carbure monobloc Promax Tools, basé à Rancho Cordova, en Californie. En 2015, Ceratizit a suivi avec l'acquisition du fabricant d'outils en carbure monobloc Klenk de Balzheim et 67 % des actions de Cobra Carbide India. Par la suite, les parts restantes ont également été rachetées.
En 2016, Ceratizit a acquis Becker Diamantwerkzeuge (outils diamantés Becker) de Puchheim/Munich, et en 2017, le spécialiste des micro-outils, Best Carbide Cutting Tools de Los Angeles,. Le 13 octobre 2017, le groupe Ceratizit a annoncé l'acquisition du Komet Group.
En 2019, Ceratizit a acquis 50 % des actions du recycleur allemand de métaux usagés Stadler Metalle. À partir du 1ᵉʳ mars 2022, l'entreprise a acquis les 50 % restants, devenant ainsi le seul propriétaire de Stadler Metalle,.
En mars 2021, le groupe Plansee, qui détenait précédemment 50 % des actions de Ceratizit, est devenu l'actionnaire majoritaire,. En 2022, Plansee a acquis les actions restantes de Ceratizit et est depuis lors le seul propriétaire.

## Structure de l'entreprise

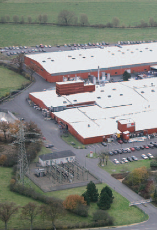
Siège de Ceratizit S.A. à Mamer, Luxembourg.

Le siège de la Ceratizit Group est situé à Mamer, au Luxembourg. Le seul propriétaire de la Ceratizit Group est le Plansee Group, qui a réalisé un chiffre d'affaires de 2,35 milliards d'euros en 2022/2023. Ceratizit a contribué pour environ la moitié de ce montant. En 2019, le groupe Ceratizit a réalisé un chiffre d'affaires de 1,2 milliard d'euros et employait 7 200 personnes dans le monde en 2020.
Ceratizit S.A. exploite 30 sites de production en Europe, en Amérique du Nord et centrale, et en Asie, et possède des bureaux de vente dans 42 pays,. L'entreprise détient plus de 1000 brevets, dans le monde entier et a produit plus de 10 milliards de pièces frittées en 2010. Chaque année, l'entreprise investit près de 10 % de son chiffre d'affaires dans le développement de nouveaux produits et technologies.

## Produits

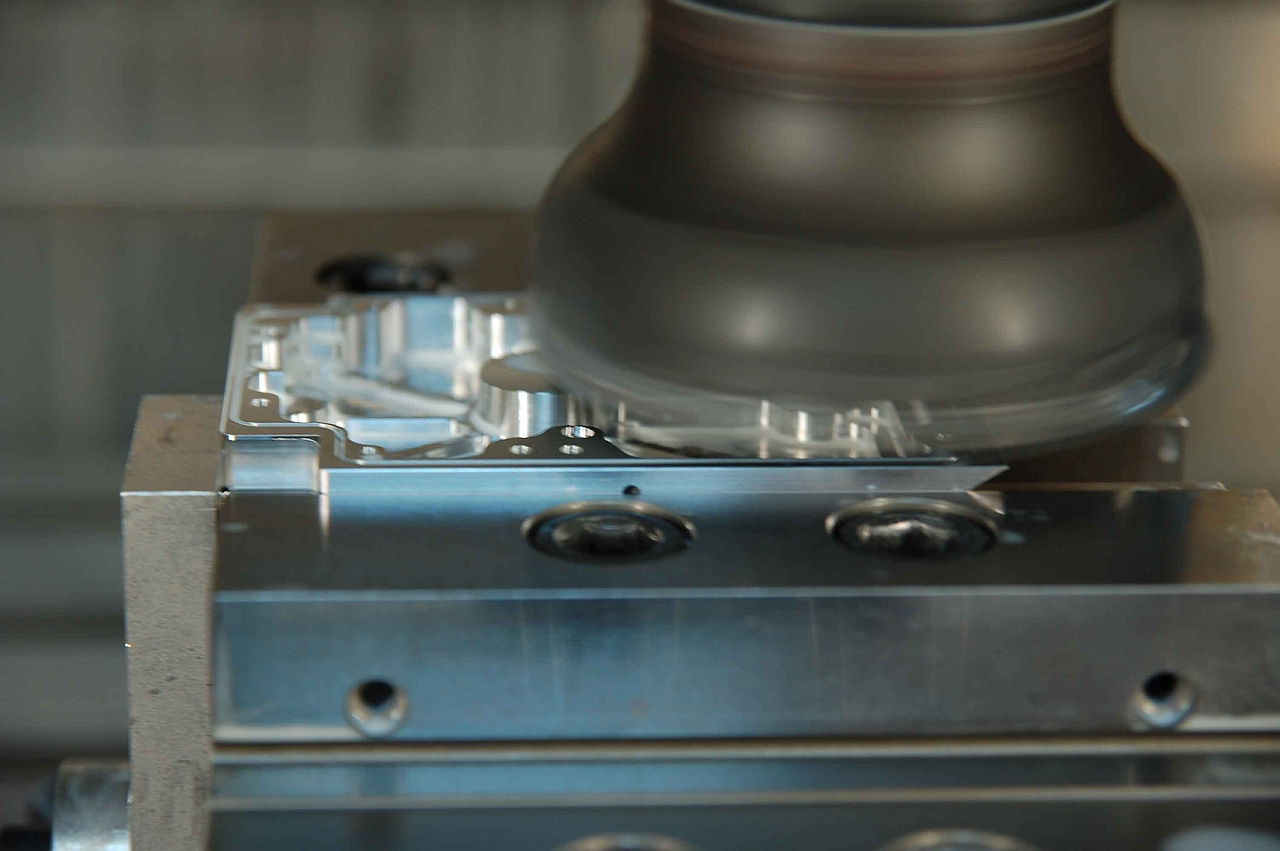
Une fraise Ceratizit de la série MaxiMill 270 lors de l'enlèvement de copeaux d'aluminium.

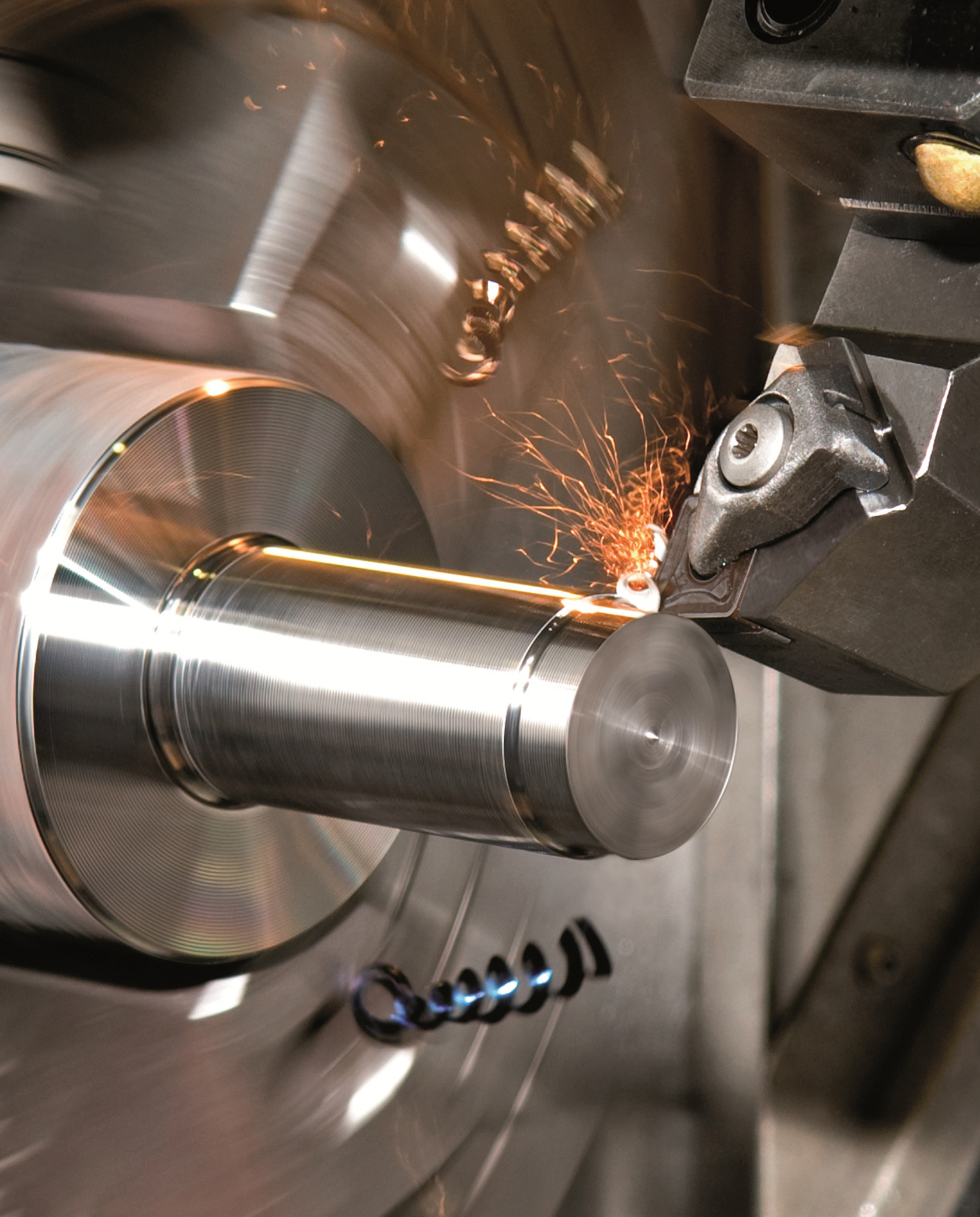
Utilisation d'une plaquette de Ceratizit pour l'usinage de l'acier par tournage.

Ceratizit est un fabricant de produits en carbure cémenté. La société fabrique des produits pour la coupe et la protection contre l'usure, tels que des outils et des plaquettes en carbure, des barreaux en matériaux durs et des pièces d'usure, comme des outils de tournage, des forets et des fraises pour les fabricants d'outils,,,, les marques privées, les partenaires de distribution et les consommateurs finaux. De plus, des produits pour le travail du bois et de la pierre sont fabriqués et distribués.
Ils sont utilisés dans diverses industries telles que la construction, la métallurgie, le traitement des matériaux, le pétrole, le gaz, l'exploitation minière, la machinerie générale, l'automobile, l'alimentaire, le médical, la défense, les transports, l'agriculture et l'aérospatiale. Par exemple, Ceratizit produit des nuances de carbure certifiées pour le contact avec les aliments, des outils spécialisés pour des domaines tels que les moteurs électriques et la défense,,, ainsi que des composants pour la prothèse et les pièces orthopédiques.
Ceratizit propose également le recyclage du carbure en tant que service. Dans ce processus, le groupe d'entreprises achète du carbure en fonction du prix du marché actuel et fournit également des conteneurs de collecte ainsi que le transport.
De plus, Ceratizit propose des services tels que la rénovation d'outils et le revêtement pour prolonger la durée de vie des outils de coupe.

## Distinctions (sélection)
- 2006 : Prix du meilleur développement en métallurgie des poudres décerné par l'European Powder Metallurgy Association (EPMA)[41].
- 2015 : Prix polonais Gold Medal Award pour la scie à ruban Armoth Professional CTE[3].
- 2020 : Prix de l'innovation dans la catégorie Processus de la fédération industrielle FEDIL[42].